# Flugsparrendreieck

Flugsparrendreieck an einem Haus aus den 1910er Jahren in Adligenswil

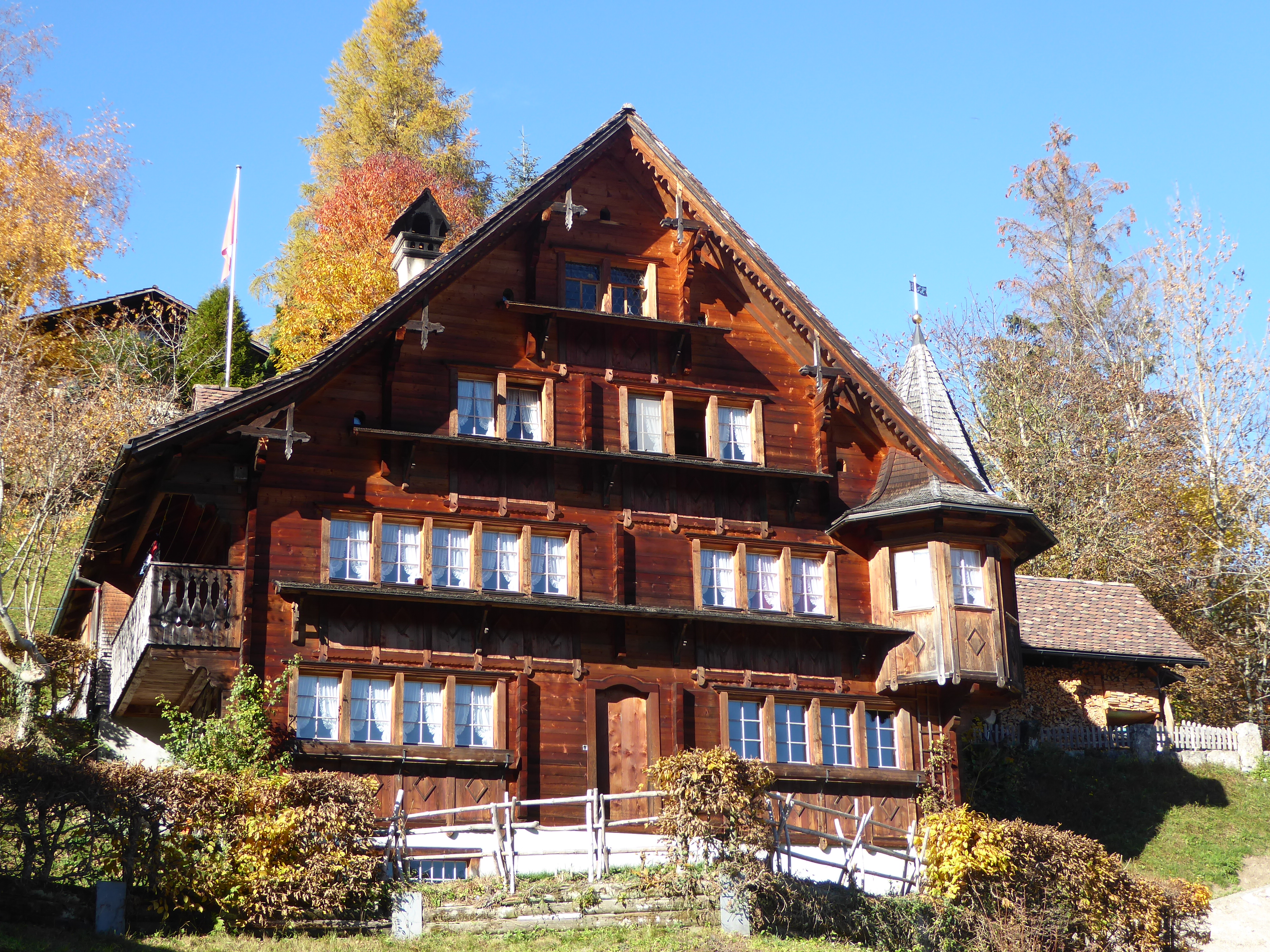
Sparrendreiecke an einem Toggenburger Haus in Libingen

Das Flugsparrendreieck oder Sparrendreieck (lokal umgangssprachlich auch Züri-Vieri) ist eine Stützkonstruktion für weit vorkragende Giebeldächer, die ihren historischen Ursprung in der Region Zürich hat. Flugsparrendreiecke verhindern als unverrückbarer Dreiecksverband das Abrutschen der Freigespärre von steilen Sparrendächern. Sie sind bei Wand- und Zwischenpfetten oder nur bei Wandpfetten angeordnet. Zum Flugsparrendreieck gehört oft ein verziertes Hängeholz, so dass die Konstruktion visuell an die Zahl 4 erinnert.
Die Holzkonstruktion wurde ab dem 17. Jahrhundert und wird auch heute noch angewandt. Die meist kunstvoll verzierten Sparrendreiecke stellen ein Beispiel der Zimmermannskunst dar. Flugdreiecke wurden als dekorative Elemente auch bei Pfettendächern angebracht, obwohl sie dort keine statische Funktion haben.